# Хилчевские
Хилчевские (пол. Chilczewski) — дворянский род.
Родоначальник — Тарасий , переселившийся в Малороссию из Польши; за услуги, оказанные в конце XVII в. в походах против крымцев (1687, 1689 гг.), и за участие, в качестве войскового товарища, в азовском походе (1695, 1696 гг.) награждён поместьями. Сын его, Естафий, войсковой товарищ нежинского полка, участвовал во многих походах.
Сын последнего, Иван, до 1767 г. также служил в военной службе, а позже был депутатом «по размежеванию малороссийских земель». 
Род записан в VI часть родословной книги Черниговской губернии. А также фигурирует в списках дворянских родов Киевской и Полтавской губерний.

## Описание герба
В щите, имеющем голубое поле изображён серебряный полумесяц рогами вверх, снизу которого остриями прикасаются две шпаги и между ними у подошвы щита золотой крест.
Щит увенчан дворянскими шлемом и короною со страусовыми перьями. Намёт на щите голубой подложен серебром. Герб рода Хилчевских внесён в Часть 7 Общего гербовника дворянских родов Всероссийской империи, стр. 157.